# Trầm tích bề mặt
Trầm tích bề mặt đề cập đến trầm tích địa chất thường có niên đại từ kỷ Đệ tứ (dưới 2,6 triệu năm tuổi). Những bở rời địa chất gần đây trầm tích có thể bao gồm dòng kênh và bãi bồi, cát bãi biển, sên sỏi, băng trôi và băng tích. Tất cả các trầm tích trước Đệ tứ được gọi là móng.

## Các loại và lịch sử
Có một số loại trầm tích bề mặt, bao gồm các bãi biển lớn và gạch đá. Chúng được hình thành trong thời kỳ biến đổi khí hậu trong thời kỳ băng hà. Các bãi biển lớn thường được hình thành trong thời kỳ mực nước biển cao hơn, khi các dải băng ở mức tối thiểu, và các mỏ cát và đá cuội có thể được nhìn thấy ở nhiều vách đá thấp. Các viên gạch ban đầu là một hạt bụi gió thổi trong điều kiện cực kỳ lạnh, khô nhưng phần lớn đã được lắng đọng lại bởi nước lũ và trộn lẫn với đá lửa.
Trầm tích bề mặt ban đầu chỉ được ghi nhận trên bờ và xung quanh bờ biển nơi chúng được hình thành bởi các quá trình tự nhiên khác nhau như hành động bằng băng, nước và gió. Các trầm tích ngoài khơi gần đây đã được lập bản đồ và có thể là các trầm tích đáy biển riêng biệt.
Hầu hết các lớp trầm tích bề mặt này là các trầm tích chưa hợp nhất như sỏi, cát, bùn và đất sét, và trên bờ chúng hình thành các mảng tương đối mỏng, thường không liên tục. Hầu hết tất cả các trầm tích này trước đây được phân loại trên cơ sở phương thức xuất xứ với các tên như, 'trầm tích băng hà', 'trầm tích trên sân thượng sông' hoặc 'cát thổi'; hoặc trên thành phần của chúng như ' than bùn '.

## Thông tin thêm
Cơ sở dữ liệu địa chất Đệ tứ của Thụy Điển chứa thông tin về các tính chất của trầm tích bề mặt. Thông tin này, đặc biệt ở tỷ lệ 1: 50000, có thể được sử dụng cho một số mục đích khác nhau trong canh tác và lâm nghiệp, bao gồm tránh xói mòn, đánh giá điều kiện trồng trọt, đo lường rủi ro trong việc lọc chất dinh dưỡng và giải phóng các chất độc hại, lập kế hoạch địa điểm, xây dựng đường, chặt hạ và khai thác, đánh giá khả năng tiếp cận, vv 